# Giovanni Battista Mariani
Giovanni Battista Mariani (Fossombrone, 1634 ca. – Roma, dopo il 1697) è stato un compositore italiano.

## Biografia
Nacque a Fossombrone (Pesaro e Urbino) nel 1634 circa. 

Negli anni 1656-58 risiedeva a Roma, essendo al servizio di Giberto Pio di Savoia, principe di S. Gregorio. Successivamente passò alle dipendenze del cardinale Carlo Pio di Savoia, nel cui palazzo abitava ancora nel 1689. Per questo motivo, in alcune fonti del tempo è menzionato anche come Giovan Battista di Pio.
Nel carnevale 1659 andò in scena a Roma, presso il palazzo del nobile romano Innocenzo Conti, luogotenente generale dello Stato pontificio, lo «scherzo drammatico» a tre voci Amor vuol gioventù, messo in musica da Mariani su libretto del riminese Ludovico Cortesi, di cui restano almeno tre copie della partitura.
Nel 1668 Mariani compose la musica di una favola boschereccia, su testo del poeta Sebastiano Baldini, eseguita in occasione di una festa offerta il 15 agosto di quell'anno dal cardinale Flavio Chigi nel giardino di monsignor Salvetti alle Quattro Fontane.
Negli anni Settanta e Ottanta del Seicento collaborò con alcuni suoi oratori e altre composizioni spirituali alle musiche dell'oratorio di S. Maria in Vallicella.
Il 14 febbraio 1697 Mariani ricevette alcuni oggetti e i libri di musica lasciatigli in eredità dal soprano della cappella pontificia Bonaventura Argenti. Dopo quella data non si hanno altre notizie di Mariani.

## Composizioni
Oratori
- Santa Cecilia (libretto di Giuseppe Domenico De Totis; Roma, oratorio della Pietà dei Fiorentini, 1675)
- Santa Maria Maddalena de' Pazzi (libretto di Giuseppe Domenico De Totis; Roma, oratorio di S. Maria in Vallicella, prima del 1677).
- La beata Lucia da Narni (libretto di Giovanni Battista Grappelli, pubblicato nelle sue Rime, Roma 1697)

Cantate
- Benché di crudeltà Amarilli porti il vanto, per soprano e basso continuo (Napoli, Conservatorio)
- O di lieta novella, a 4 voci (perduta)
- O quanto è dolce, a 4 voci «per ogni tempo» (perduta)
- Su la croce estinto esangue, a 2 voci «per la passione di N.S.» (perduta)
- O felice quel cor che nel seno, a 3 voci «per ogni tempo» (perduta)
- Sorge dai lidi eoi, a voce sola «per ogni tempo» (perduta)
- D'aspro pianto in mezzo ai flutti, a voce sola «per ogni tempo» (perduta)
- Non già perché al mio cuore, a voce sola «per ogni tempo» (perduta)
- Se torbido nembo, a voce sola «per ogni tempo» (perduta)